# Fernelia pedunculata
Fernelia pedunculata là một loài thực vật có hoa trong họ Thiến thảo. Loài này được C.F.Gaertn. mô tả khoa học đầu tiên năm 1806.